# Couvent des Minimes de Reims
Pour les articles homonymes, voir Couvent des Minimes.
Le couvent des Minimes de Reims est un édifice religieux qui a disparu et fut construit à partir de 1580 par l'ordre mendiant des Minimes, et situé rue Féry à Reims.

## Historique
Sur la demande d'Antoinette de Bourbon Charles de Lorraine fait don en 1572 de l'ancien prieuré Saint-Cosme et Damien de Reims aux Minimes de Bracancourt (paroisse de Blaise du diocèse de Langres) qui avaient été chassés par les calvinistes de leurs maisons. En 1580, leur couvent brûle et il est reconstruit grâce aux libéralités du Roi, du cardinal de Lorraine, de l'abbé de st-Remi, des bourgeois et chanoines de la ville mais aussi par des aumônes. La nouvelle abbaye vit sa première pierre posées par Louis de Lorraine en 1583 puis l'église consacrée en 1680 par Henri Clausse de Fleury évêque de Chaalons, fut dédiée à Notre-Dame et à saint François de Paule.

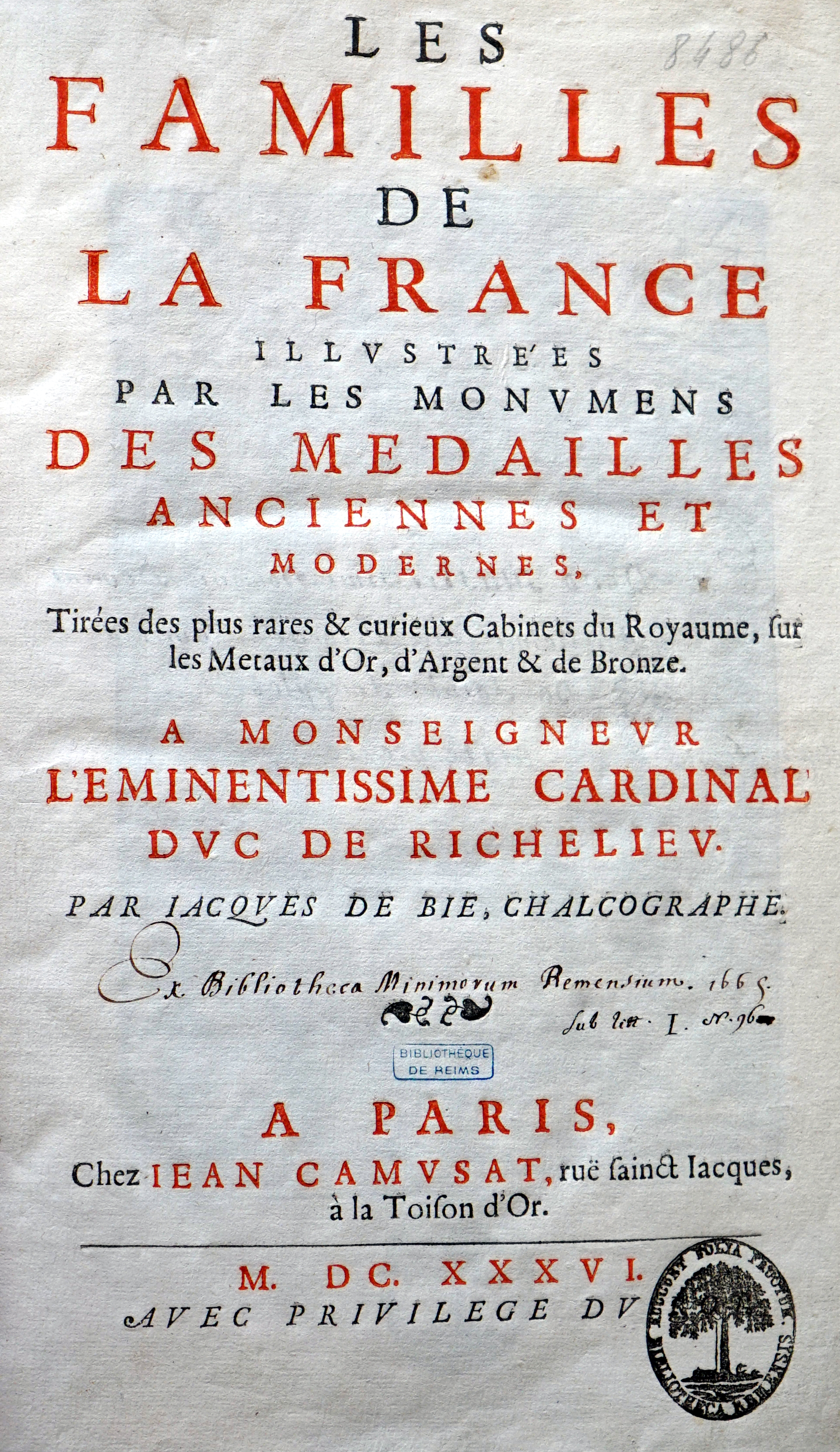
Exemplaire de la bibliothèque du couvent de Jacques de Bie.

Le couvent est confisqué par les révolutionnaires et la rue Féry est percée à l'emplacement du couvent en 1794, puis les bâtiments sont rasés. En 1790, les 6 453 livres de leur bibliothèque sont confisqués et versés à la bibliothèque municipale ; en 1890, il ne restait que le porche de l'église alors qu'une partie des vitraux se trouvent réutilisés pour la chapelle du château de Brimont.

## Personnalités
Le révérend père Féry, il participait à l'alimentation en eau de la ville par une machine hydraulique, des plans.